# Россвілл (Іллінойс)
Россвілл (англ. Rossville) — селище (англ. village) в США, в окрузі Вермільйон штату Іллінойс. Населення — 1221 особа (2020).

## Географія
Россвілл розташований за координатами 40°22′53″ пн. ш. 87°40′12″ зх. д. / 40.38139° пн. ш. 87.67000° зх. д. (40.381481, -87.669923).  За даними Бюро перепису населення США в 2010 році селище мало площу 3,62 км², уся площа — суходіл.

## Демографія
Згідно з переписом 2010 року, у селищі мешкала 1331 особа в 540 домогосподарствах у складі 369 родин. Густота населення становила 368 осіб/км².  Було 601 помешкання (166/км²).
Расовий склад населення:
| - 96,1 % — білих - 0,9 % — чорних або афроамериканців - 0,8 % — корінних американців - 0,3 % — азіатів |

До двох чи більше рас належало 1,4 %. Частка іспаномовних становила 3,8 % від усіх жителів.
За віковим діапазоном населення розподілялося таким чином: 24,9 % — особи молодші 18 років, 56,5 % — особи у віці 18—64 років, 18,6 % — особи у віці 65 років та старші. Медіана віку мешканця становила 40,4 року. На 100 осіб жіночої статі у селищі припадало 92,9 чоловіків;  на 100 жінок у віці від 18 років та старших — 93,1 чоловіків також старших 18 років.
Середній дохід на одне домашнє господарство  становив 61 422 долари США (медіана — 49 348), а середній дохід на одну сім'ю — 66 150 доларів (медіана — 57 143). Медіана доходів становила 37 243 долари для чоловіків та 27 331 долар для жінок. За межею бідності перебувало 7,2 % осіб, у тому числі 6,7 % дітей у віці до 18 років та 2,9 % осіб у віці 65 років та старших.
Цивільне працевлаштоване населення становило 779 осіб. Основні галузі зайнятості: освіта, охорона здоров'я та соціальна допомога — 19,4 %, роздрібна торгівля — 15,7 %, науковці, спеціалісти, менеджери — 14,2 %, виробництво — 13,2 %.